# Universidad de Stuttgart
La Universidad de Stuttgart (Alemán Universität Stuttgart) es una universidad localizada en Stuttgart, Alemania. Fue fundada en 1829 y está organizada en diez facultades.
Es miembro del consorcio TU9, que agrupa a las nueve principales universidades de ciencias e ingeniería de Alemania. Cuenta con estudios muy valorados en ingeniería civil, mecánica y eléctrica, así como en ciencias naturales, especialmente física y química.

## Historia

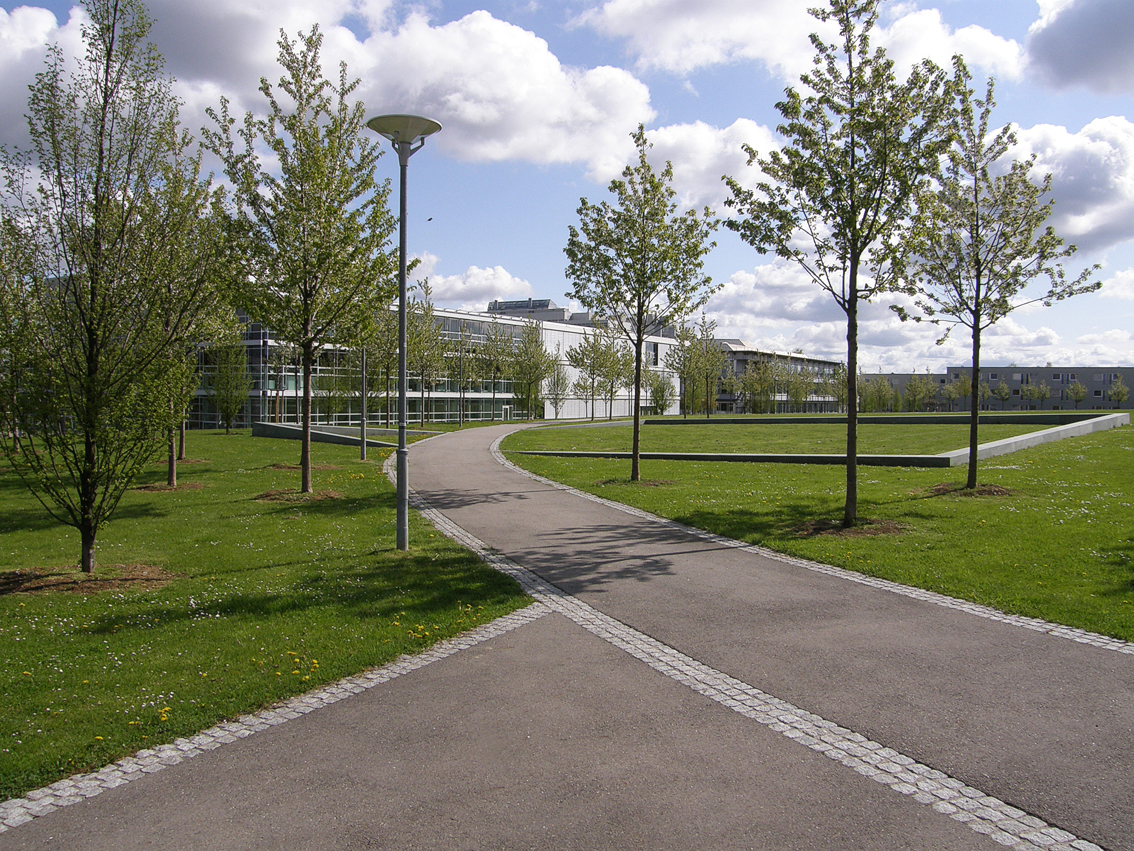
Campus Vaihingen.

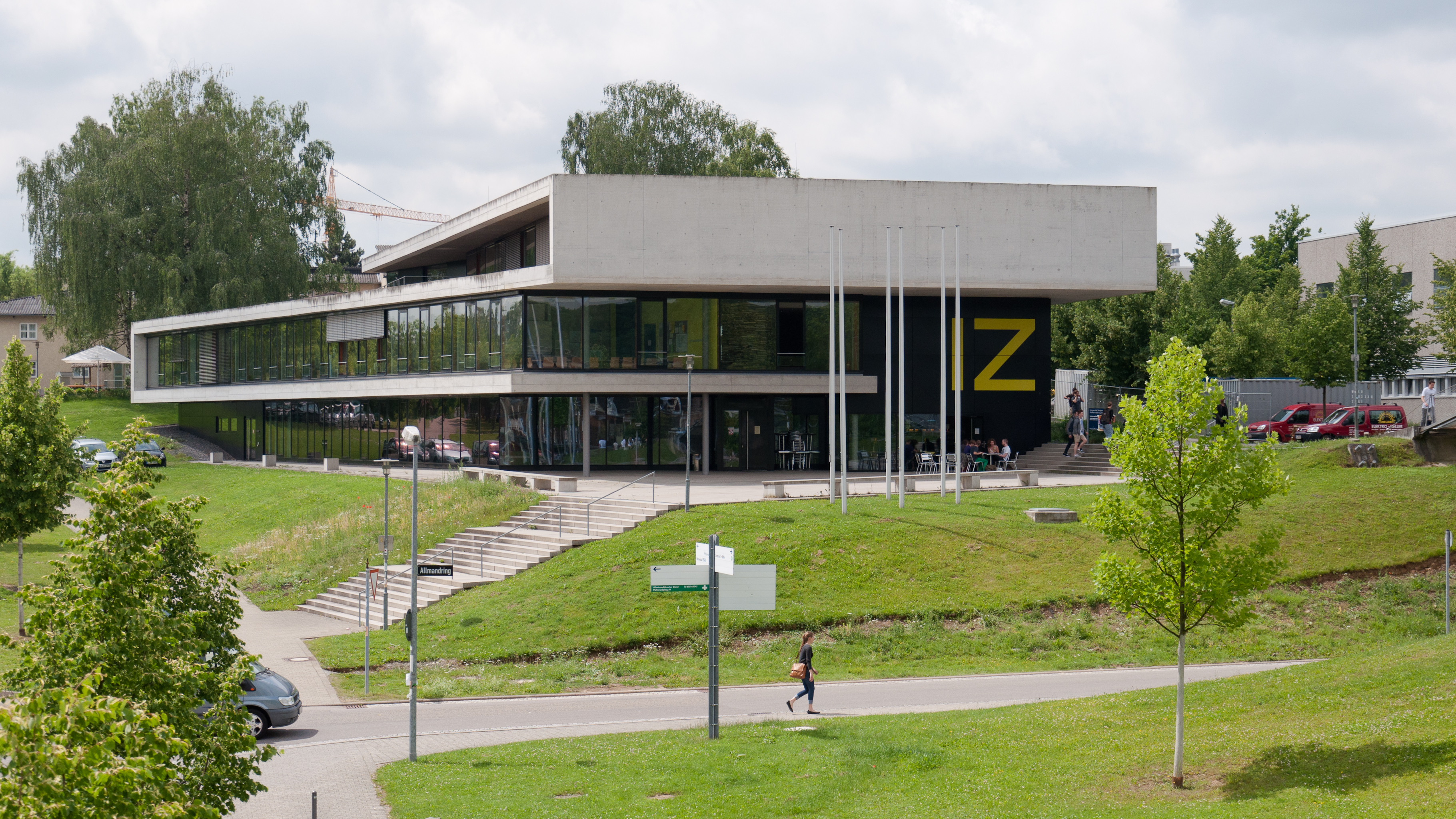
Centro Internacional (IZ).

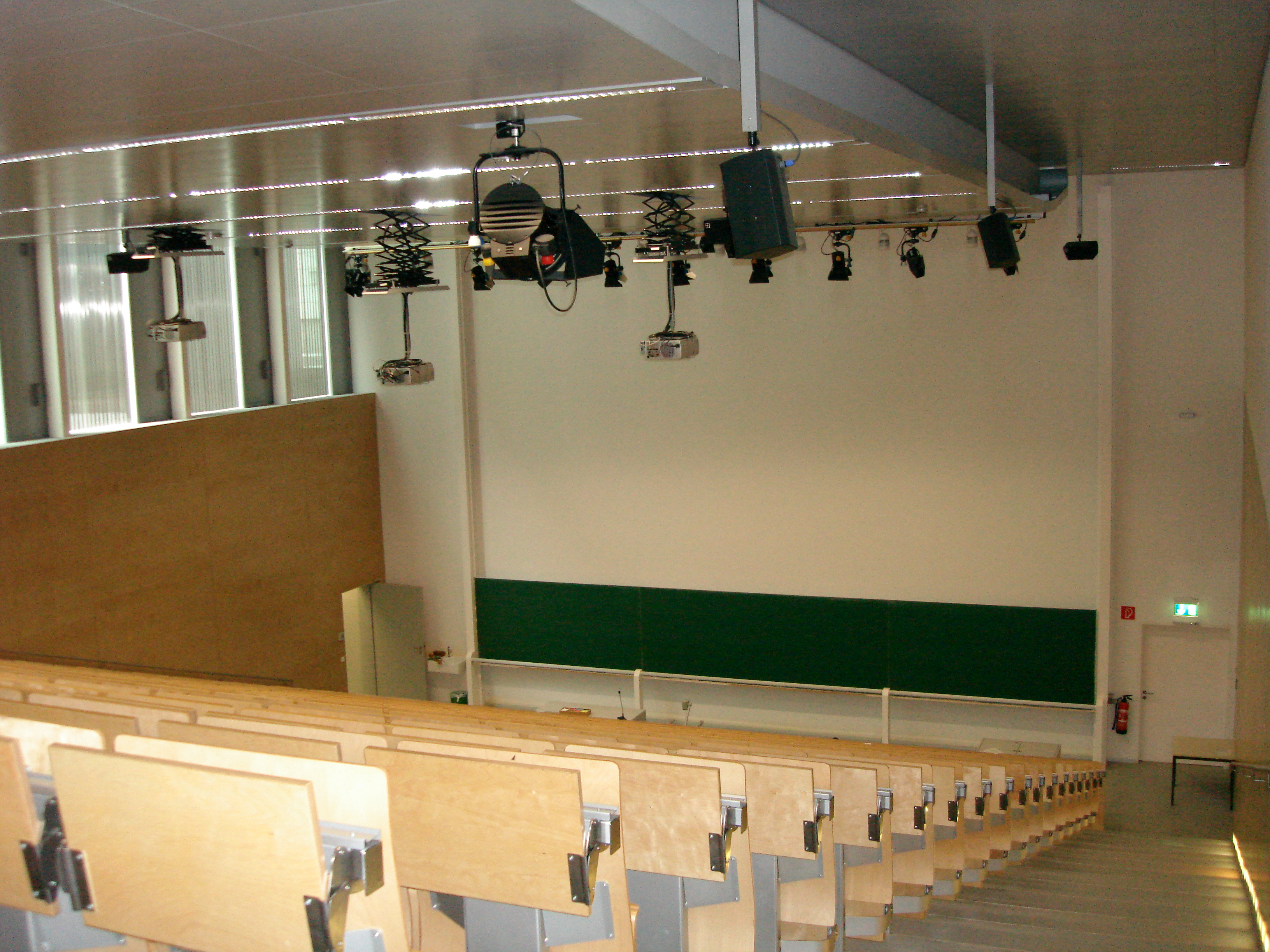
Sala de lectura V38.01.

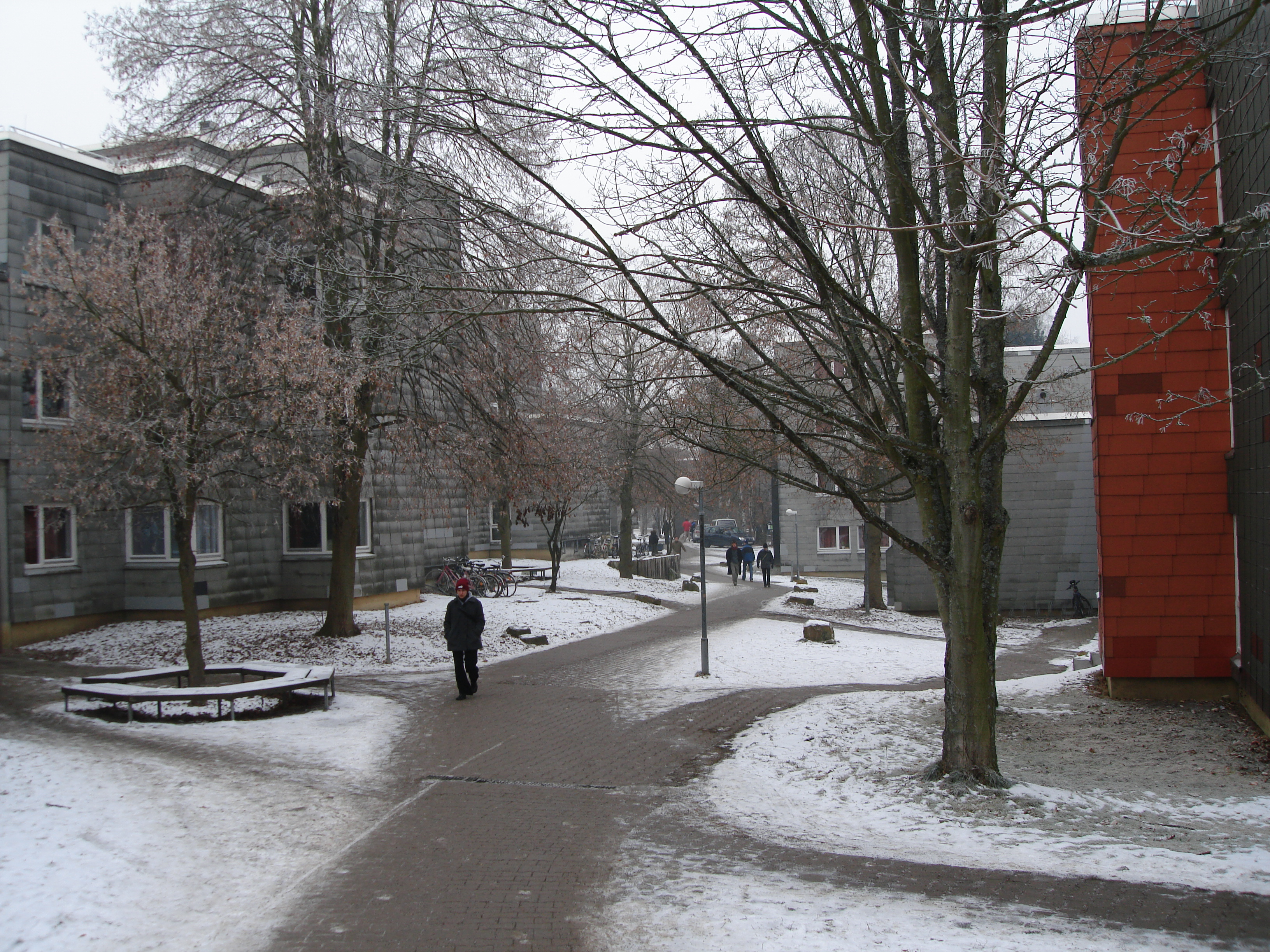
Residencia de estudiantes en Vaihingen.

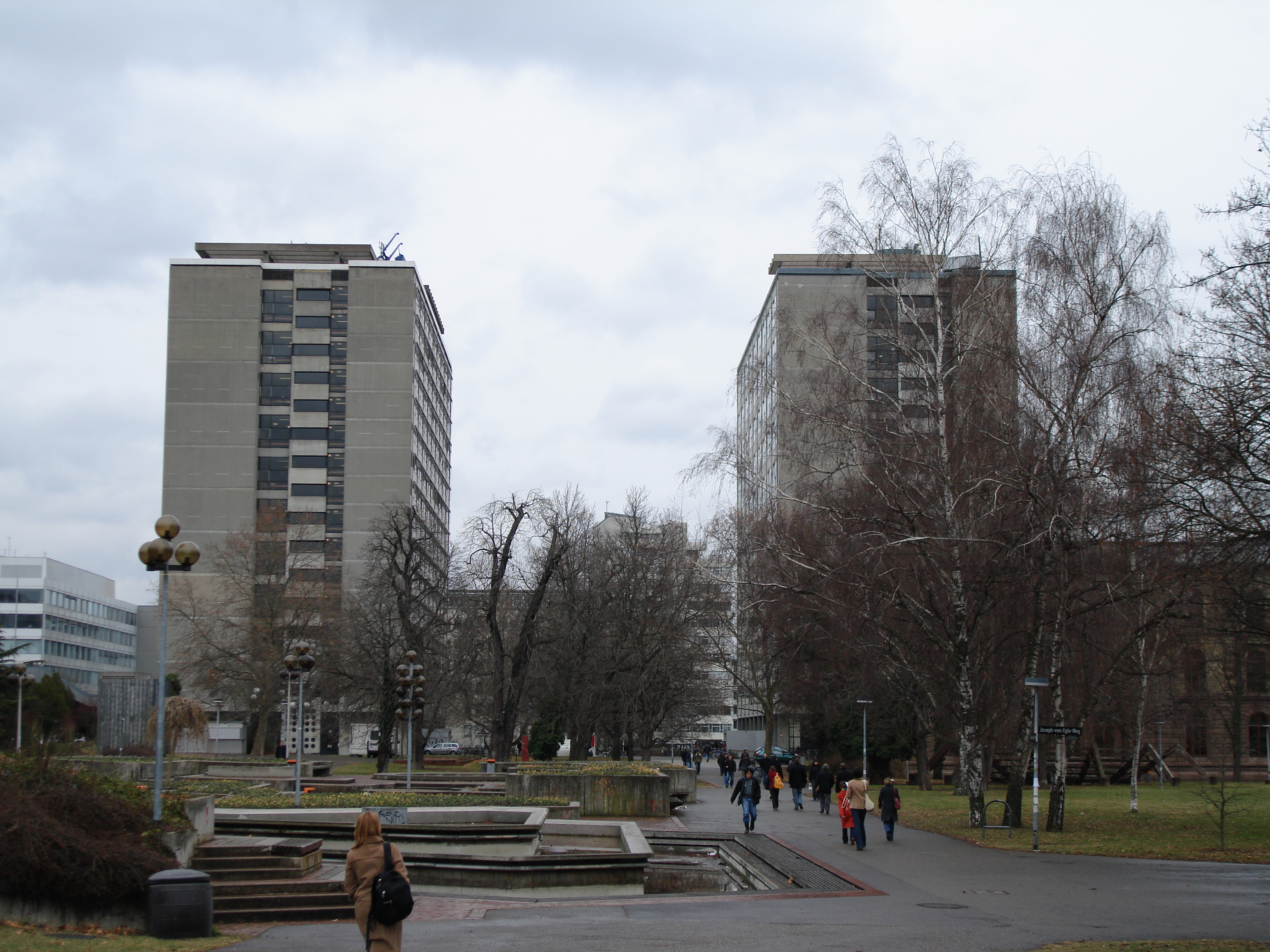
Keplerstraße 11 ("K1", derecha) y 17 ("K2", izquierda) en el centro de la ciudad.

Desde 1770 a 1794, la Karlsschule fue la primera universidad de Stuttgart. Desde 1818, la vieja universidad de Stuttgart, ubicada en el barrio de Hohenheim, se denomina Universidad de Hohenheim, no está relacionada con la Universidad de Stuttgart, a excepción de algunos trabajos de colaboración.
La Universidad de Stuttgart fue fundada en 1829, y celebró su 175º aniversario en 2004. Debido a la creciente importancia de las ciencias técnicas y de los estudios asociados, desde 1876 la universidad era conocida como Colegio Técnico. Este fue galardonado al concedérsele el derecho para impartir disciplinas técnicas en 1900. El desarrollo de los cursos que impartía la Escuela Técnica de Stuttgart, llevó a su cambio de nombre y situación en 1967, fue convertida en la actual "Universität Stuttgart". 
Desde el final de la década de 1950, una parte de la universidad se ha trasladado al suburbio de Stuttgart-Vaihingen. La mayoría de las carreras técnicas (informática, ingeniería, etc) están situadas en Vaihingen, mientras que las ciencias sociales, arquitectura, y temas similares se imparten en el campus del centro de la ciudad.

## Organización
La universidad está dividida en diez facultades:
- Facultad de Arquitectura y Planeamiento Urbanístico
- Facultad de Ingeniería Civil- y Ambiental
- Facultad de Química
- Facultad de Ingeniería Energética, Ingeniería de Procesos e Ingeniería Biológica
- Facultad de Informática, Ingeniería Eléctrica y Tecnología de la Información
- Facultad de Ingeniería Aeroespacial y Geodesia
- Facultad de Ingeniería Mecánica
- Facultad de Matemáticas y Física
- Facultad de Humanidades
- Facultad de Administración de Empresas, Económicas y Ciencias Sociales

## Estudiantes famosos
- Gottlieb Daimler, pionero de la industria automotriz y cofundador de Mercedes-Benz
- Gego, arquitecta, escultora y artista
- Gerhard Ertl, Premio Nobel de Química 2007
- Rolf Dieter Heuer, físico y director general del CERN
- Wunibald Kamm, ingeniero mecánico, aerodinamista y diseñador de la Kammback
- Ulf Merbold, físico y primer astronauta de la ex-República Federal de Alemania
- Horst Störmer, Premio Nobel de Física 1998